# 恰拉克山 (卡魯馬斯區)
16°32′25″S 70°13′30″W / 16.54028°S 70.22500°W
恰拉克山（Ch'iyar Jaqhi），是秘魯的山峰，位於該國南部莫克瓜大區，由涅托元帥省的卡魯馬斯區負責管轄，屬於安地斯山脈的一部分，海拔高度4,800米。